# Club Gimnasia y Esgrima Comodoro Rivadavia
Il Club Gimnasia y Esgrima Comodoro Rivadavia, o semplicemente Gimnasia de Comodoro, è una società di pallacanestro argentina con sede a Comodoro Rivadavia, nella Provincia di Chubut.
Fondato nel 1919, disputa la serie A argentina.